# Nazionale maschile di calcio di Bermuda
La nazionale di calcio di Bermuda è la rappresentativa calcistica dell'omonimo arcipelago nordamericano, posta sotto l'egida della Bermuda Football Association ed affiliata alla CONCACAF.
Si è qualificata alla CONCACAF Gold Cup del 2019, per la prima volta nella sua storia, dove è stata eliminata al primo turno. 
Il miglior risultato raggiunto nell'ambito del ranking FIFA è stata la 58ª posizione, nel dicembre 1992, al momento della nascita di questa classifica; occupa attualmente la 168ª posizione.

## Partecipazioni ai tornei internazionali
Legenda: Grassetto: Risultato migliore, Corsivo: Mancate partecipazioni

## Rosa attuale
Lista dei giocatori convocati per le sfide di qualificazione al Campionato mondiale di calcio 2022.
| 1  | P | Dale Eve              | 09 febbraio 1995        | 23 | 0 | Spennymoor Town                   |  |  |
| 12 | P | Detre Bell            | 8 marzo 1997            | 4  | 0 | Cal State Bakersfield Roadrunners |  |  |
| 23 | P | Quinaceo Hunt         | 21 gennaio 2000         | 1  | 0 | PHC Zebras                        |  |  |
|    |   |                       |                         |    |   |                                   |  |  |
| 2  | D | Eusebio Blankendal    | 3 novembre 1998         | 6  | 0 | Dandy Town Hornets                |  |  |
| 3  | D | Daren Usher           | 7 dicembre 1995         | 9  | 0 | PHC Zebras                        |  |  |
| 5  | D | Azende Furbert        | 18 marzo 1998           | 2  | 0 | Dandy Town Hornets                |  |  |
| 6  | D | Richard Jones         |                         | 2  | 0 | Devonshire Colts                  |  |  |
| 13 | D | Jomei Bean-Lindo      | 9 maggio 1998           | 4  | 0 | Dandy Town Hornets                |  |  |
| 16 | D | Zeiko Harris          | 6 maggio 1999 (17 anni) | 3  | 0 | Louisville Cardinals              |  |  |
|    |   |                       |                         |    |   |                                   |  |  |
| 4  | C | Roger Lee             | 1º luglio 1991          | 29 | 0 | Svincolato                        |  |  |
| 7  | C | Lejuan Simmons        | 7 aprile 1993           | 27 | 8 | Robin Hood                        |  |  |
| 8  | C | Rahzir Jones          | 1º novembre 2000        | 4  | 0 | Welwyn Garden City                |  |  |
| 11 | C | Willie Clemons        | 24 settembre 1994       | 26 | 2 | Dalkurd                           |  |  |
| 15 | C | Diego Richardson      | 31 luglio 2001          | 2  | 0 | Devonshire Colts                  |  |  |
| 17 | C | London Steede-Jackson | 30 dicembre 1994        | 5  | 0 | BAA Wanderers                     |  |  |
| 20 | C | Jordan Outerbridge    | 26 febbraio 1996        | 4  | 0 | Hamilton Parish Workman's Club    |  |  |
| 21 | C | Tokia Russell         | 5 febbraio 2000         | 1  | 0 | Svincolato                        |  |  |
| 22 | C | Trey Tucker           | 20 gennaio 1996         | 2  | 0 | Devonshire Cougars                |  |  |
|    |   |                       |                         |    |   |                                   |  |  |
| 9  | A | Kole Hall             | 22 agosto 1998          | 2  | 1 | Radcliffe                         |  |  |
| 10 | A | Justin Bell           | 20 marzo 1998           | 1  | 0 | Robin Hood                        |  |  |
| 14 | A | Cecoy Robinson        | 10 ottobre 1987         | 20 | 1 | PHC Zebras                        |  |  |
| 19 | A | Luke Robinson         | 20 ottobre 1998         | 2  | 0 | Staines Town                      |  |  |

## Tutte le rose

### CONCACAF Gold Cup
CONCACAF Gold Cup 20191 Eve, 2 Basden, 3 Minors, 4 Lee, 5 Harvey, 6 Bather, 7 Simmons, 8 Brangman, 9 Smith, 10 Lewis, 11 Clemons, 12 Hill, 13 Bascome, 14 Robinson, 15 Butterfield, 16 Leverock, 17 Donawa, 18 Ming, 19 Lambe, 20 Evans, 21 Wells, 22 Warren, 23 Hunt, CT: Lightbourne